# هودهود
هودهود (انگلیسی: Hoodoo Mountain) که کمتر به آن آتشفشان هودو می‌گویند، یک آتشفشان چینه‌ای بالقوه فعال در شمال بریتیش کلمبیا، کانادا است. کوه هود هود در ۲۵ کیلومتری (۱۶ مایل) شمال شرقی مرز آلاسکا و بریتیش کلمبیا در سمت شمالی رودخانه ایسکوت در مقابل دهانه رودخانه کریگ واقع شده‌است. این کوه با ارتفاع ۱۸۵۰ متری (۶۰۷۰ فوت) و برجستگی توپوگرافی ۹۰۰ متری (۳۰۰۰ پا)، یکی از قله‌های بلند در محدوده‌های مرزی کوه‌های ساحلی است. قله با بالای تخت آن توسط یک کلاهک یخی به ضخامت بیش از ۱۰۰ متر (۳۳۰ فوت) و حداقل ۳ کیلومتر (۱٫۹ مایل) قطر پوشیده شده‌است. دو یخچال دره‌ای که ضلع شمال غربی و شمال شرقی کوه را احاطه کرده‌اند طی صد سال گذشته به‌طور قابل توجهی عقب‌نشینی کرده‌اند. هر دوی آنها از یک میدان یخی بزرگ به سمت شمال سرچشمه می‌گیرند و سرچشمه دو جریان آب مذاب هستند. این نهرها در امتداد سمت‌های غربی و شرقی آتشفشان جریان دارند و سپس به رودخانه ایسکوت می‌ریزند.